# Bečváry
Bečváry är en ort i Tjeckien.   Den ligger i regionen Mellersta Böhmen, i den centrala delen av landet, 50 km öster om huvudstaden Prag. Bečváry ligger 331 meter över havet och antalet invånare är 982.
Terrängen runt Bečváry är lite kuperad, och sluttar norrut. Runt Bečváry är det ganska tätbefolkat, med 52 invånare per kvadratkilometer. Närmaste större samhälle är Kolín, 11,7 km nordost om Bečváry. Trakten runt Bečváry består till största delen av jordbruksmark.